# Réseau Obépine
Pour l’article ayant un titre homophone, voir Aubépine.
OBEPINE est un observatoire épidémiologique français crée dans le cadre d’un plan de lutte intégrée contre la maladie à coronavirus 2019 (Covid-19) pour promouvoir l’utilisation des eaux usées comme indicateur quantitatif des différentes phases d'une épidémie provoquée par une bactérie ou un virus. Ce nouvel indicateur qui reflète la circulation active du virus dans la population, permet de suivre des évolutions temporelles de l'épidémie (ou pandémie), de détecter des clusters ou nouveaux variants plus rapidement, et sans être soumis aux mêmes aléas statistiques que via le réseau Sentinelles seul.
En juillet 2024, OBEPINE annonce le lancement du projet OBEPINE+. Sélectionné et financé dans le cadre du plan France 2030, le projet OBEPINE+ (ANR-24-MIEM-0004) vise à construire une plateforme nationale de recherche et développement en épidémiologie via les eaux usées qui s’intègre dans le dispositif national de prévention contre les futures maladies émergentes infectieuses et pathogènes à haut risque. L’objectif : analyser les eaux usées pour détecter précocement et suivre les épidémies. Le projet OBEPINE+ rassemble 18 partenaires du secteur privé et public, est doté d’un financement de 10 000 000 euros sur cinq ans.

## Historique
Dans les années 1970, des scientifiques avaient déjà,, dont en Israel et en France, proposé de surveiller (systématiquement ou non, en zone urbaine) des virus. Ils se sont basés sur des expériences de suivi des virus poliomyélitiques et d' Entérovirus, de Réovirus et d'Adénovirus) dans les eaux usées, dont une expérience faite dans l’agglomération clermontoise de suivi d' Entérovirus (via 4 prélèvements par moi, étudiés parallèlement en élution à partir du sédiment naturel des eaux usées, par adsorption-élution sur hydroxyde d’alumine, et par séparation en deux phases aqueuses) pour décrire les enjeux et aspects techniques et épidémiologiques de cette possibilité d'une nouvelle forme de veille sanitaire potentiellement très efficiente.
L'observatoire Obépine est né sous l’impulsion du Comité analyse recherche et expertise (Care) après qu'en mars 2020 une corrélation a été montrée entre le taux de coronavirus 2 du syndrome respiratoire aigu sévère dans les eaux usées et l’évolution de la maladie à coronavirus 2019 (Covid-19).
L'observatoire est un complément des données épidémiologiques réalisés à grande échelle. Alors que tous les autres moyens de surveillance sont centrés sur les individus symptomatiques, qui ne représentent qu’une fraction des personnes contaminées, la surveillance environnementale des effluents urbains fournit un signal global, utile, et complémentaire pour toute la population des sujets infectés (symptomatiques, asymptomatiques, présymptomatiques ou paucisymptomatiques) drainée par le même réseau d’eaux usées.
Le réseau a aidé à mieux évaluer ce taux global, et à suivre et prévoir l'évolution des foyers de contagion, parfois avec plusieurs jours ou semaines d'avance.
« Obépine » a été programmé pour faire fin 2020 de 300 à 600 analyses par semaine, renseignant aussi sur d'autres maladies épidémiques (ex : gastro-entérite, grippe saisonnière),.
L'observatoire est lancé le 5 mars 2020 en région parisienne, par le laboratoire Eau de Paris, des universitaires (Sorbonne) et l'Institut de recherche biomédicale des armées, avec une aide financière de 500 000 euros du Comité analyse recherche et expertise, et de 3,5 millions d’euros du MESRI.
Au 17 novembre 2020, sur les 158 stations d'épuration nécessaires pour établir un maillage représentatif pour surveiller le SARS-CoV-2 dans les eaux usées, 82 sites de prélèvements sont déjà recrutés et sept laboratoires agréés, dont le laboratoire de Chimie Physique et Microbiologie pour les Matériaux et l’Environnement (LCPME) et le laboratoire Santé Environnement et Microbiologie de l'institut français de recherche pour l'exploitation de la mer (Ifremer).

### Evolution du réseau Obépine
La surveillance opérationnelle des eaux usées a été transférée au réseau « Sum'EAU », nouveau réseau destiné à prendre le relais. Le réseau a été lancé fin 2023.
Le consortium OBEPINE a, quant lui, élargi son champ d'action et a pour ambition de suivre l’état sanitaire des populations par l’analyse des eaux usées avec l'objectif d’intégrer des dispositifs de détection, d’alerte précoce et de suivi des maladies infectieuses émergentes en France métropolitaine, Guyane et Nouvelle-Calédonie, ainsi qu'à l'étranger.
En juillet 2024, OBEPINE annonce le lancement du projet OBEPINE+. Sélectionné et financé dans le cadre du plan France 2030, le projet vise à construire une plateforme nationale de recherche et développement en épidémiologie via les eaux usées qui s’intègre dans le dispositif national de prévention contre les futures maladies émergentes infectieuses et pathogènes à haut risque. L’objectif : analyser les eaux usées pour détecter précocement et suivre les épidémies. Le projet OBEPINE+ qui est porté par Sorbonne Université et rassemble 18 partenaires du secteur privé et public, est doté d’un financement de 10 000 000 euros sur cinq ans.

## Objectifs
Ils sont précisés par la lettre de mission de la ministre de l’Enseignement Supérieur, de la Recherche et de l’Innovation, Frédérique Vidal.
Une « banque d'eaux usées » est également prévue car « Contrairement aux Italiens qui ont pu déterminer que le virus circulait chez eux dès le mois de décembre 2019, grâce à des échantillons d’eaux usées qui avaient été conservés, il nous est impossible de remonter aussi loin. Nous ne savons pas quand le virus est arrivé. L’information a été perdue » note Vincent Maréchal (virologue à Sorbonne Université et cofondateur de cet observatoire).

## Études
L’analyse des eaux usées permet de détecter la présence de certaines maladies, le suivi de drogues ou encore d'évaluer l’usage domestique de pesticides et différents autres produits.
Le suivi des virus entériques dans les eaux usées avait déjà été réalisé avec de très bonnes corrélations avec l’état épidémique des populations.
Des études néerlandaises suggèrent que la détection du coronavirus 2 du syndrome respiratoire aigu sévère dans les eaux usées pourrait précéder la détection des premiers malades, qui ne représentent qu’une fraction des personnes contaminées. Pour le microbiologiste et responsable du laboratoire de recherche Eau de Paris : « en moyenne, les données Obépine ont six à sept jours d’avance sur les autres indicateurs ».

## Effets
Lors de la pandémie de Covid-19 en France, le Gouvernement de la République française opte pour un durcissement des mesures sanitaires évitant ou repoussant un troisième confinement car « les traces de virus dans les eaux usées, signal indirect, baissent en Île-de-France. ». Obépine a pu ensuite améliorer la qualité de l'information épidémiologique disponible.